# Oasi Bianello
L'oasi di Bianello è una area naturale protetta che si trova nel comune di Quattro Castella in provincia di Reggio Emilia, ad un'altitudine che varia tra i 100 e i 350 m s.l.m. su una superficie boschiva di circa 125 ettari .

## Storia

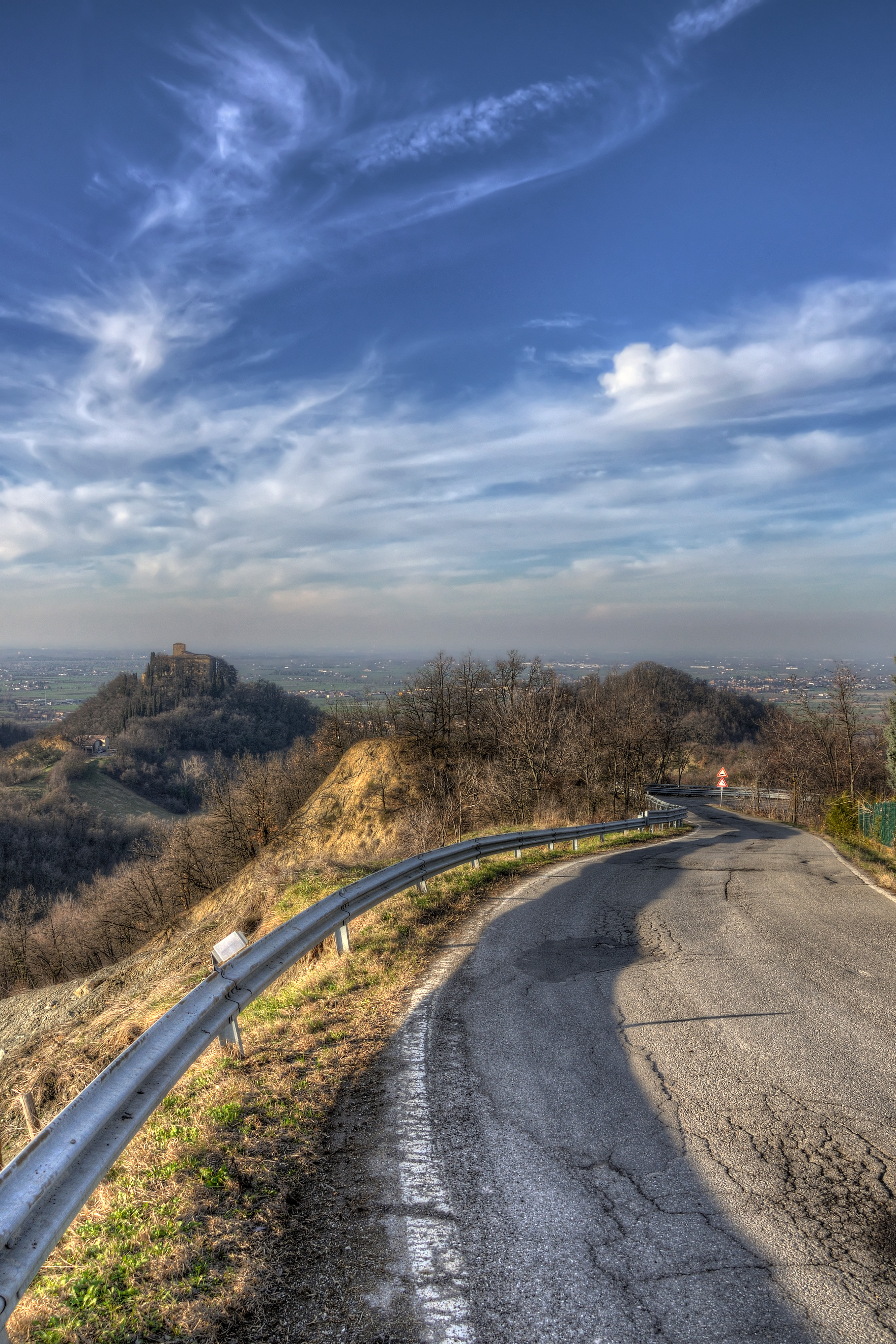
Il territorio di Bianello

L'oasi è gestita dal punto di vista naturalistico dalla LIPU dal 1993 ed è oasi protetta da vincoli contro la caccia (L.R. Emilia-Romagna 157/92) dal 1982 quando un gruppo di attivisti volontari della LIPU chiesero alla Provincia di Reggio Emilia la tutela dell'area.
L'oasi è rimasta pressoché inviolata servendo allo scopo di protezione e ripopolamento della fauna suddetta fino al 28 gennaio 2010, data in cui il comune di Quattro Castella  e la provincia di Reggio Nell'Emilia, d'accordo con le guardie provinciali ed alcuni cacciatori della zona, hanno fatto abbattere 11 cinghiali senza avvisare la popolazione locale.
La battuta di caccia si è svolta all'interno dell'Oasi innevata contravvenendo alle consuete norme venatorie vigenti.

## Territorio

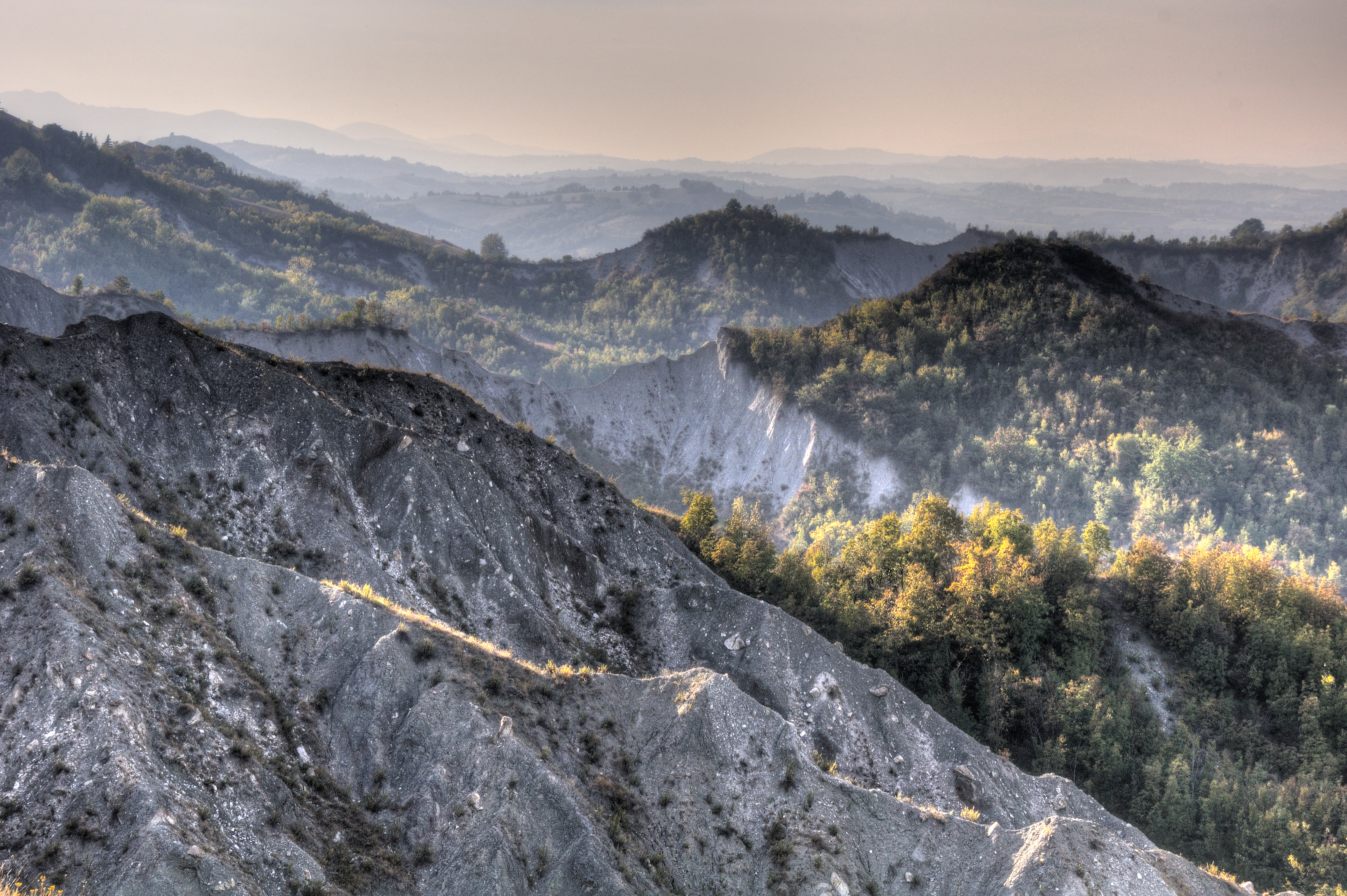
I calanchi di Bianello

La tipologia del territorio è particolare, visto che ci sono 5 colli equidistanti tra loro, da ovest ad est i colli Bellone, Zane, Lucio, Bianello e Vetro. Su colle Bianello si trova il castello, sugli altri 3 colli (Zane, Lucio, Vetro) le rocche omonime, mentre sul colle Bellone si trovano i resti della pieve di Santo Stefano, costruita dai Templari.
Una parte interessante è quella dei calanchi a sud o quella della compresenza in 2 zone diverse e poco distanti tra loro di un uliveto e di un castagneto. Tali aree potrebbero fare inserire l'Oasi nella lista dei SIC dell'Emilia-Romagna. In particolare, di grande interesse è la presenza di una roccia sedimentaria con numerosi fossili di ammoniti ed altri organismi preistorici, a testimoniare la presenza del mare che ricopriva i quattro (cinque) colli.

## Flora
L'oasi è ricoperta da un querceto mesofilo nelle zone esposte a nord e da boschi misti nelle zone esposte a sud. Particolare della vegetazione dell'oasi è il Pinus sylvestris, "relitto" dell'era glaciale, testimone di un periodo in cui le nostre zone erano caratterizzate da un clima boreale.
L'Oasi ospita trenta specie di piante protette e 14 specie di orchidee tutte tutelate dalla L.R. 2/77 dell'Emilia-Romagna.

## Fauna
La grande ricchezza faunistica e l'esigenza di proteggerla è uno dei motivi per cui l'oasi è stata creata. Molte le specie di uccelli che si possono osservare: l'allocco, il gufo comune, la poiana, il gheppio, lo sparviere, il barbagianni, la taccola, il lodolaio, l'upupa, il fagiano, le cince, la ghiandaia, la gazza, il cuculo, e il picchio.
Sono presenti rettili e anfibi: il rospo, il biacco, la raganella, il ramarro, l'orbettino, e la biscia dal collare.
Tra i mammiferi: il tasso (mascotte dell'oasi), la faina,lo scoiattolo, la volpe, la donnola, il capriolo e il cinghiale.

## Punti di interesse
All'interno dell'oasi sorge il castello di Bianello, sorto su una prima fortificazione risalente al secolo VIII che ha dato il nome all'area protetta e noto per essere stato la residenza favorita della contessa Matilde di Canossa.

## Strutture ricettive
Il centro visite è situato presso la località Borgo di Monticelli a circa 1 km dall'abitato di Quattro Castella, a sua volta distante circa 15 km da Reggio Emilia.
I sentieri dell'Oasi sono facilmente percorribili da tutti anche se non esistono sentieri appositi per i disabili. I periodi migliori per visitare l'oasi sono la primavera e l'autunno, evitando i periodi piovosi che potrebbero rendere difficoltosa la percorribilità dei tracciati.

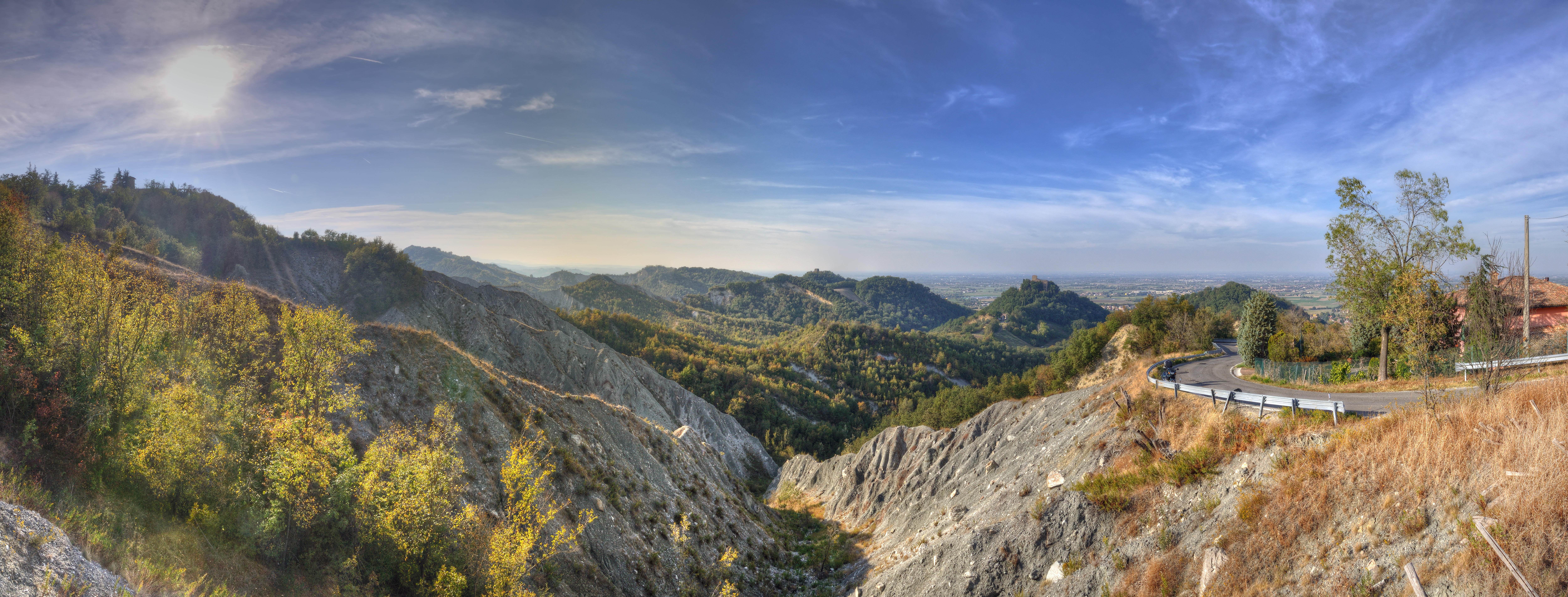
Panorama